# Eppu Normaali

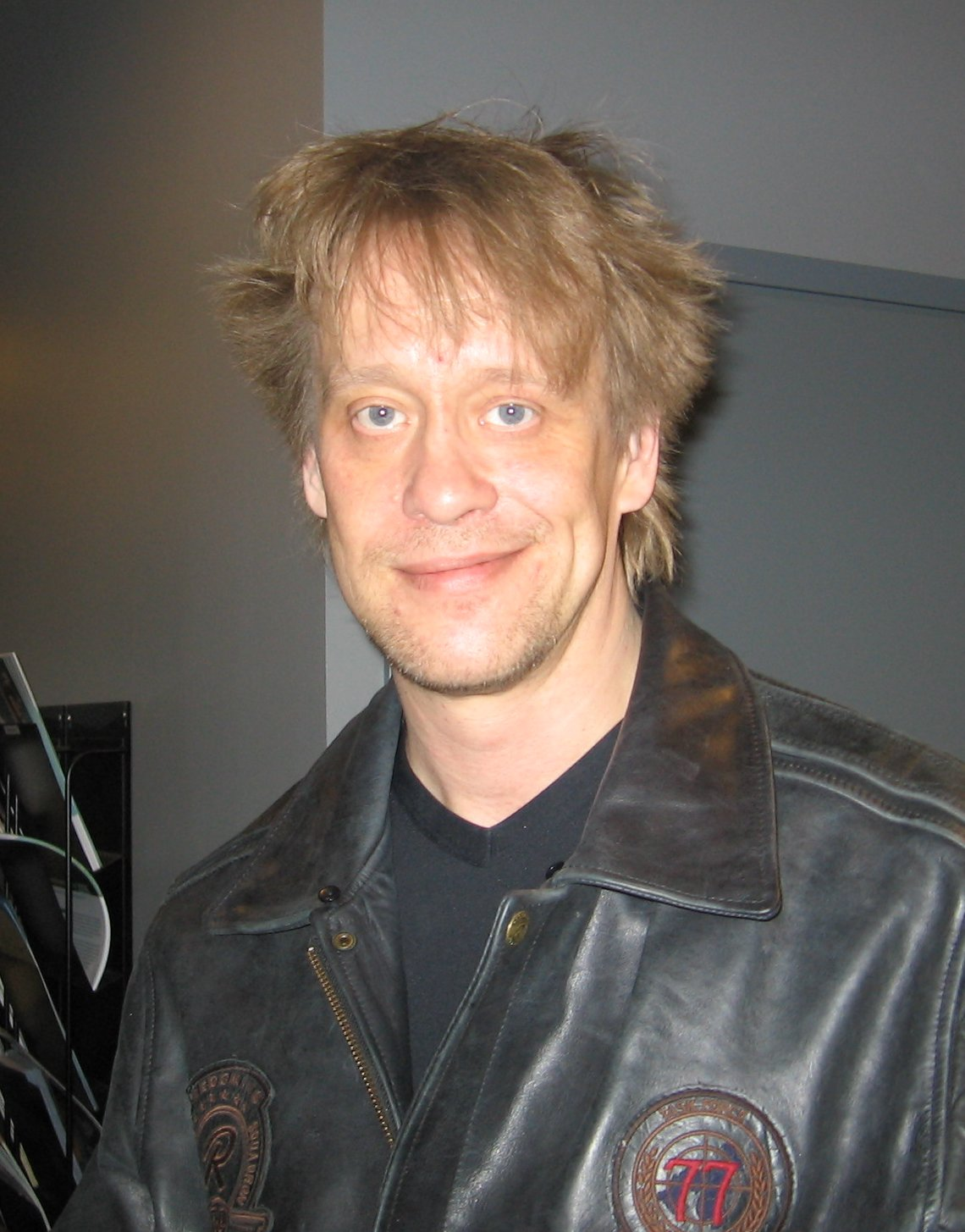
Martti Syrjä

Eppu Normaali är en finländsk musikgrupp som kommer från Ylöjärvi utanför Tammerfors. Den bildades 1976 av bröderna Martti och Pantse Syrjä samt deras kusin Aku Syrjä.

## Medlemmar
- Sami Ruusukallio (bas)
- Aku Syrjä (trummor)
- Martti Syrjä (sång)
- Mikko "Pantse" Syrjä (gitarr och sång)
- Juha Torvinen (gitarr)

## Diskografi (inkl. bl.a. samlingar och livealbum)
- Mutala 2011
- Syvään Päähän 2007
- Kahdeksas ihme - juhlapainos 11/2005
- Elävänä stadionilla - Ratinan stadion, Tampere 14.08.2004 01/2005 (DVD)'
- Sadan vuoden päästäkin 10/2004
- Reppu 2 - Toinen repullinen kuolemattomia Eppu-klassikoita 10/2003
- Maximum Jee&Jee - Juhlaboxi 11/1999
- Repullinen hittejä 09/1996
- Studio etana 05/1993
- Onko vielä pitkä matka jonnekin? 02/1994
- Paskahatun paluu 03/1991
- Historian suurmiehiä 06/1990
- Hatullinen paskaa / Soolot 03/1990
- Lyömättömät 04/1989
- Imperiumin vastaisku 06/1988
- Poko-klassikot, mini-LP 11/1987
- Valkoinen kupla 12/1986
- Kahdeksas ihme 08/1985
- Rupisia riimejä karmeita tarinoita 05/1984
- Hatullinen paskaa 03/1984
- Aku ja köyhät pojat 06/1983
- Pop pop pop 11/1982
- Tie vie 06/1982
- Cocktail Bar - Musiikkia Rantalasta 06/1981
- Elävänä Euroopassa 11/1980
- Akun tehdas 02/1980
- Maximum Jee&Jee 04/1979
- Aknepop 05/1978